# Carry Geijssenová
Carolina Cornelia Catharina „Carry“ Geijssenová (* 11. ledna 1947 Amsterdam, Severní Holandsko) je bývalá nizozemská rychlobruslařka.
Na prvních mezinárodních závodech se objevila v roce 1964, již tehdy startovala i na Mistrovství světa ve víceboji, kde skončila na 23. místě. V dalších letech se na světovém šampionátu pohybovala na rozhraní první a druhé desítky, největších úspěchů dosáhla v sezóně 1967/1968. Tehdy získala na vícebojařském Mistrovství světa bronzovou medaili a další dva cenné kovy si odvezla z Rychlobruslení na Zimních olympijských hrách 1968, na kterých vyhrála závod na 1000 m a byla druhá na patnáctistovce. Zúčastnila se premiérového ročníku Mistrovství světa ve sprintu 1970 (11. místo) a po sezóně 1970/1971, v níž startovala pouze na nizozemském mistrovství a několika malých závodech, ukončila sportovní kariéru.